# Pantaléon Battu
Pantaléon Battu (París, 1799 - idm. 17 de gener de 1870) fou un violinista i compositor francès.
Fou deixeble de Rodolphe Kreutzer, malgrat que més tard s'apartà de l'escola del seu mestre: segon premi de violí en el Conservatori de París el 1820, i del primer premi el 1822. Actiu en l'orquestra de l'òpera italiana i l'òpera el 1823, la Societat de concerts per a violí i va ser director de la Capella Imperial, de l'orquestra de l'Acadèmia de Belles Arts (1828).
Se li deuen alguns Duets concertants, romances, variacions i concerts per a violí.